# 1554년 포르투갈-명 조약

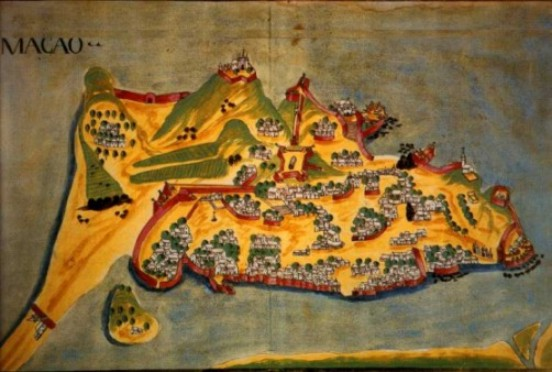
1639년에 제작된 지도에 묘사된 마카오 반도

1554년 포르투갈-명 조약(포르투갈어: Acordo Luso-Chinês de 1554)은 1554년에 레오넬 드 소자(Leonel de Sousa)가 이끄는 포르투갈인들과 중국 명나라 광저우의 해도부사(海道副使) 왕백(汪柏)이 체결한 무역 조약이다. 조약의 주요 내용은 포르투갈인들이 세금을 내고 중국과 교역하는 것을 허가하는 것이었다.

## 개요
레오넬 드 소자Leonel de Sousa는 일본을 오가는 항해선단의 제독이었는데, 1552년에 광동성에 도착한 이후 포르투갈인 등 서양인을 제외한 모든 외국인들이 명나라에 세금을 바치는 한 안에서 자유로운 교역을 한다는 것을 발견하였다. 그는 명나라 정부에게 포르투갈인들이 세금을 성실히 낼 것을 보증하며 포르투갈을 '해적'으로 취급하는 것에서 빼달라고 공식적으로 요청하게 된다. 레오넬의 이와 같은 노력은 결국 1554년에 결실을 보는데, 광저우의 관리들은 협의 끝에 세금을 바치는 한에서 포르투갈에 한정하여 중국과의 자유로운 교역을 허가해준 것이다. 이 조약에 관해 현재까지 내려오는 유일한 증거물은 1556년에 레오넬 드 소자가 포르투갈 국왕의 형제에게 보낸 편지뿐이다. 이 편지에는 광저우의 관리들이 포르투갈 상인들이 중국 내에서 자유로운 교역을 하는 것을 허락해 주었다는 내용이 담겨있다. 한편 이 조약은 중국 쪽에서도 손해를 보는 조약이 아니었는데, 당시 광저우는 해금령으로 인하여 심각한 재정 적자를 보고 있었기에 포르투갈 간의 교역을 통해 상당한 이익을 낼 수 있기 때문이었다.

## 의의
이 조약은 포르투갈과 중국 사이에 크나큰 전환점이었는데, 이 조약이 체결되기 이전까지는 포르투갈인들이 중국과 교역할 수 없었기 때문이었다. 1517년에 포르투갈 국왕이 보낸 페르낭 피르스 드 안드라드Fernão Pires de Andrade가 이끄는 사절단이 명나라 정부에게 거절당했고, 1521년과 1522년에 있었던 중국과 포르투갈 사이에 있었던 갈등으로 인해 명나라 조정이 포르투갈인들을 단순한 해적으로 취급하고 중국에 해가 되는 집단으로 규정했기에, 1554년에 맺어진 이 조약은 더더욱 의미가 깊다. 이 조약으로 인해 마카오가 포르투갈에게 공식적으로 임대되었고, 레오넬 드 소자는 마카오의 첫 포르투갈 책임자로 임명받는다.

## 같이 보기
- 조르즈 알바르스